# 华盛顿圆环
华盛顿圆环（Washington Circle）是美国华盛顿哥伦比亚特区西北象限的一个交通圆环。它位于雾谷和西区两个社区的交界，是23街、K街、新罕布什尔大道和宾夕法尼亚大道的交汇处。

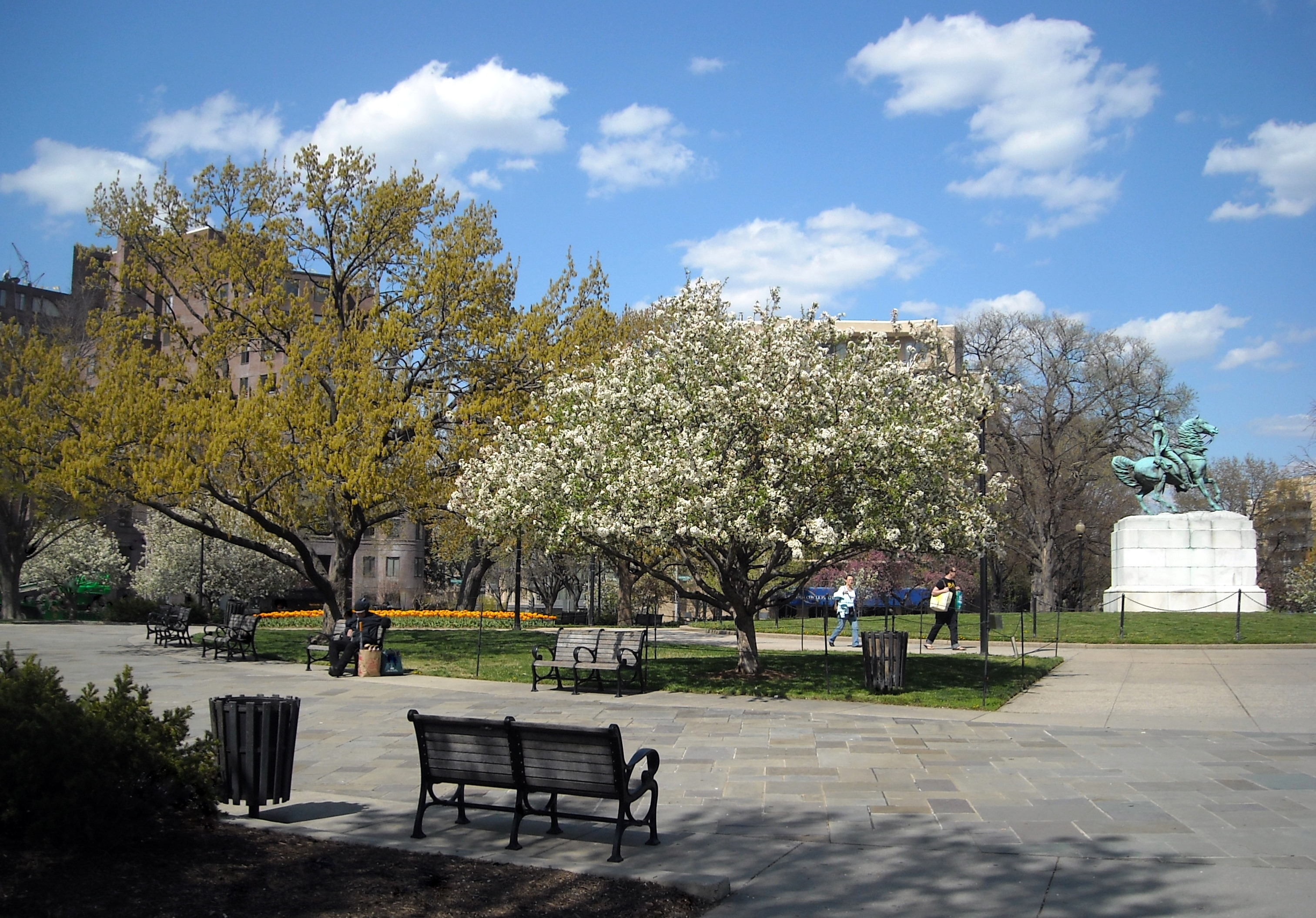

乔治·华盛顿大学雾谷校园毗邻华盛顿圆环。最近的华盛顿地铁站是雾谷-乔治·华盛顿大学站。

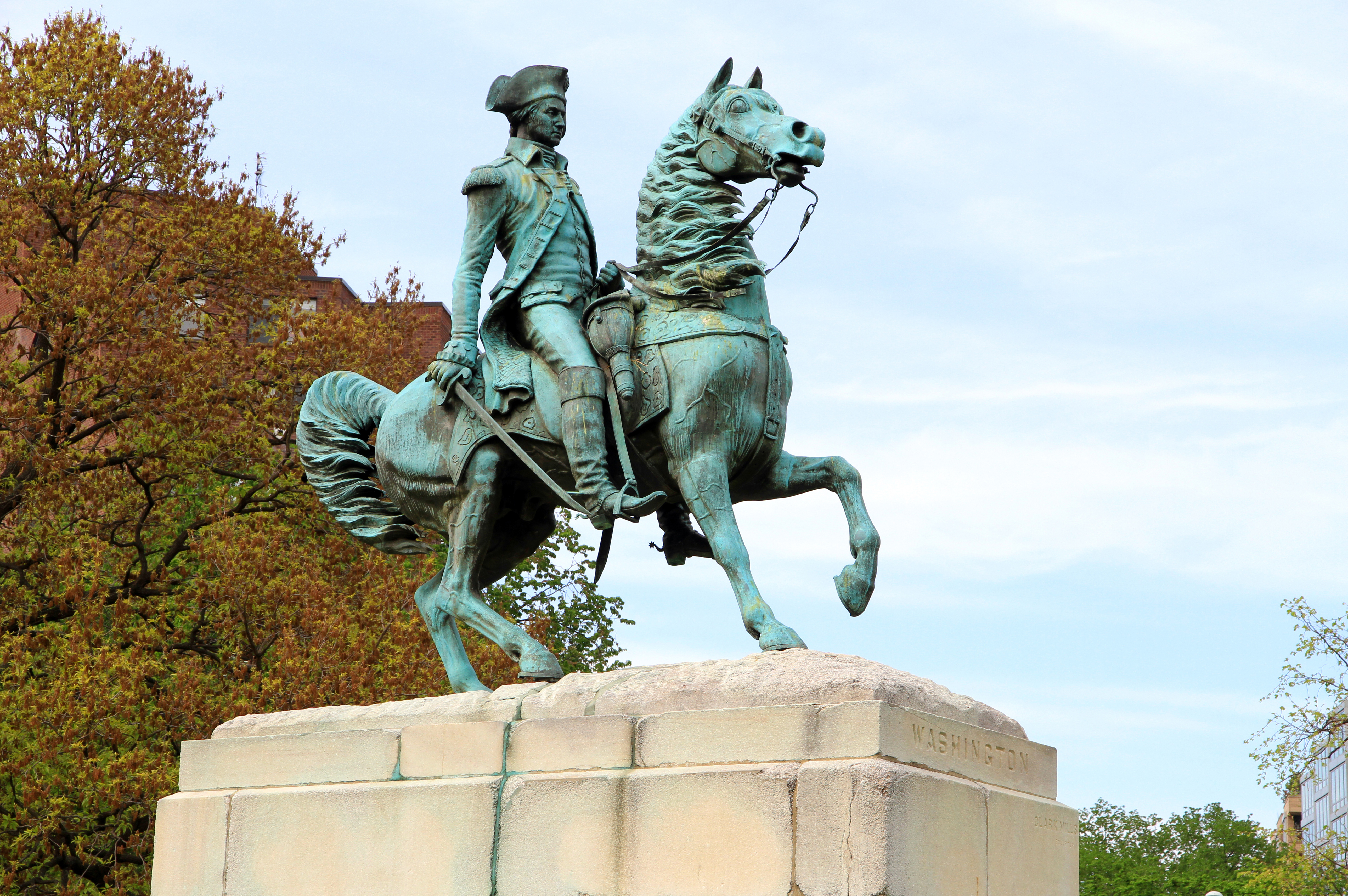
克拉克米尔斯的乔治·华盛顿的雕塑

克拉克米尔斯雕刻的乔治·华盛顿青铜骑马雕像，描绘乔治·华盛顿在普林斯顿战役期间骑着马，于1860年2月22日立于圆环中心。成本$6万